# Flustrellidra filispinia
Flustrellidra filispinia är en mossdjursart som beskrevs av Shunsuke F. Mawatari 1971. Flustrellidra filispinia ingår i släktet Flustrellidra och familjen Flustrellidridae. Inga underarter finns listade i Catalogue of Life.